# Tombeau des Patriarches
Cette page contient des caractères spéciaux ou non latins. S’ils s’affichent mal (▯, ?, etc.), consultez la page d’aide Unicode.
Le tombeau des Patriarches est un lieu saint pour les trois religions abrahamiques : judaïsme, christianisme et islam, situé dans la vieille ville d'Hébron, au sud-ouest de la Cisjordanie (territoires palestiniens occupés). Édifié durant la période du Second Temple (du VIe siècle av. J.-C. au Ier siècle apr. J.-C.) sur un ensemble de grottes, le monument abrite des cénotaphes construits au-dessus de tombes attribuées aux patriarches bibliques Abraham, Isaac, Jacob et à leurs épouses les matriarches Sarah, Rébecca et Léa. Un édifice accolé au mur sud-ouest abrite un cénotaphe attribué à Joseph. Selon la tradition juive, la caverne est aussi le lieu de sépulture d'Adam et Ève.
Le lieu est identifié au site biblique de Makpéla (ou : Machpéla) acheté par Abraham pour y enterrer sa femme Sarah puis les autres membres de sa famille (Gn. chap 23). Il est appelé dans la tradition juive « grotte de Machpéla », en hébreu מערת המכפלה (ma'arat ha-makhpela). En arabe, le lieu est appelé « sanctuaire d'Ibrahim » (الحرم الإبراهيمي (el har'am el Ibrahimi)), « sanctuaire de l’Ami » (الحرم الخليل (haram al-Khalil), ou « caverne » (المغارة (al-maghara)).
Un mur d'enceinte est construit autour du site à l’époque d’Hérode le Grand au Ier siècle av. J.-C.. Les Byzantins l'ont ensuite transformé en église au Ve / VIe siècles, les musulmans en mosquée connue sous le nom de « mosquée d'Abraham » au VIIe siècle et ensuite les croisés en « église Saint-Abraham » au XIIIe siècle. Les cénotaphes datent des IXe siècle et XIVe siècle.
Aujourd'hui, s'y trouvent une mosquée et une synagogue.

## Le site biblique de Machpéla

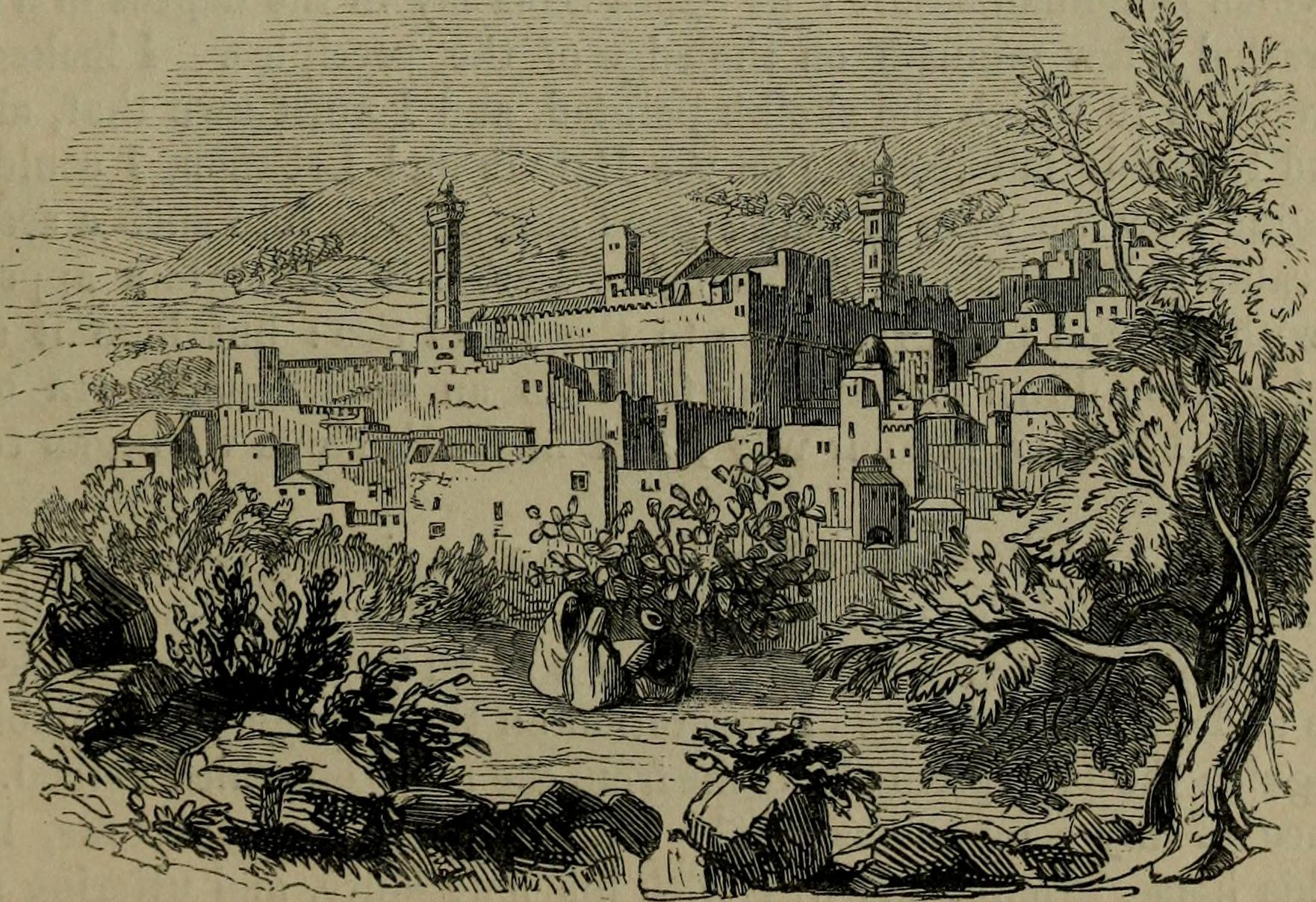
Vue d'Hébron avec la Machpela, 1844.

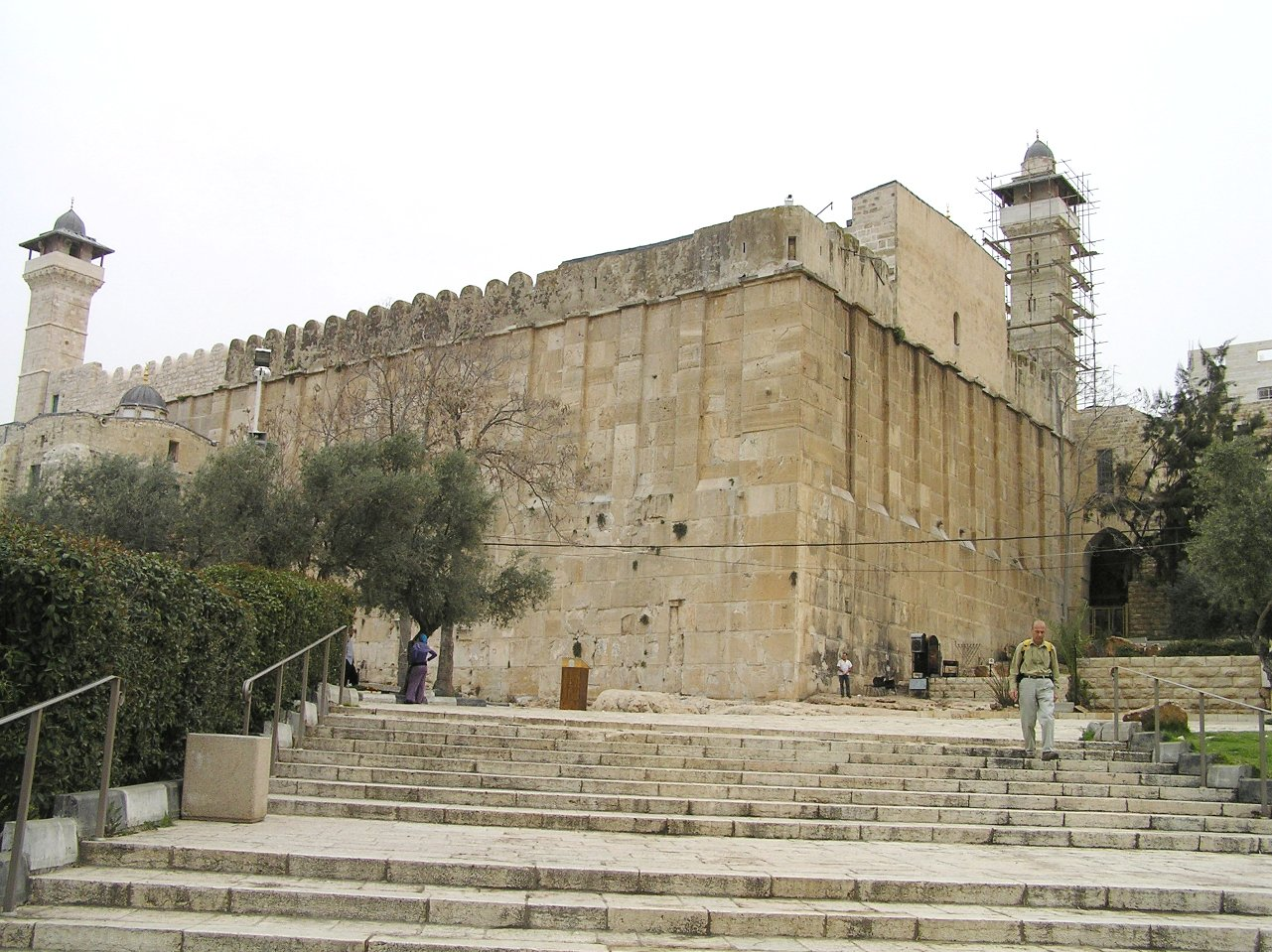
Le tombeau des Patriarches (vu de l’angle sud de la mosquée).

Dans la Bible hébraïque, le Livre de la Genèse chapitre 23 fait mention de l’achat du terrain par Abraham. Il comporte une grotte connue sous le nom de Machpéla et située à la proximité de la ville d’Hébron, dans laquelle le patriarche voulut enterrer son épouse Sarah :

« Je suis étranger et habitant parmi vous ; donnez-moi la possession d’un sépulcre chez vous, pour enterrer mon mort et l’ôter de devant moi […] de me céder la caverne de Macpéla, qui lui appartient, à l’extrémité de son champ, de me la céder contre sa valeur en argent, afin qu’elle me serve de possession sépulcrale au milieu de vous […] Abraham comprit Éphron ; et Abraham pesa à Éphron l’argent qu’il avait dit, en présence des fils de Heth, quatre cents sicles d’argent ayant cours chez le marchand. Le champ d’Éphron à Macpéla, vis-à-vis de Mamré, le champ et la caverne qui y est, et tous les arbres qui sont dans le champ et dans toutes ses limites alentour, devinrent ainsi la propriété d’Abraham […] Après cela, Abraham enterra Sarah, sa femme, dans la caverne du champ de Macpéla, vis-à-vis de Mamré, qui est Hébron, dans le pays de Canaan. »

C’est aux côtés de Sarah qu’Isaac et Ismaël enterreront plus tard leur père Abraham (Gn 25,9).
Jacob, vers la fin de son séjour en Égypte, nous apprend que Léa, sa première épouse, ainsi que ses parents Isaac et Rébecca y avaient aussi leurs propres sépultures (Gn 49,31) ; il demande donc à ses fils de ramener ses os en Canaan et de les déposer à côté de ceux de ses pères, à Makhpéla (Gn 50,13).

## Description

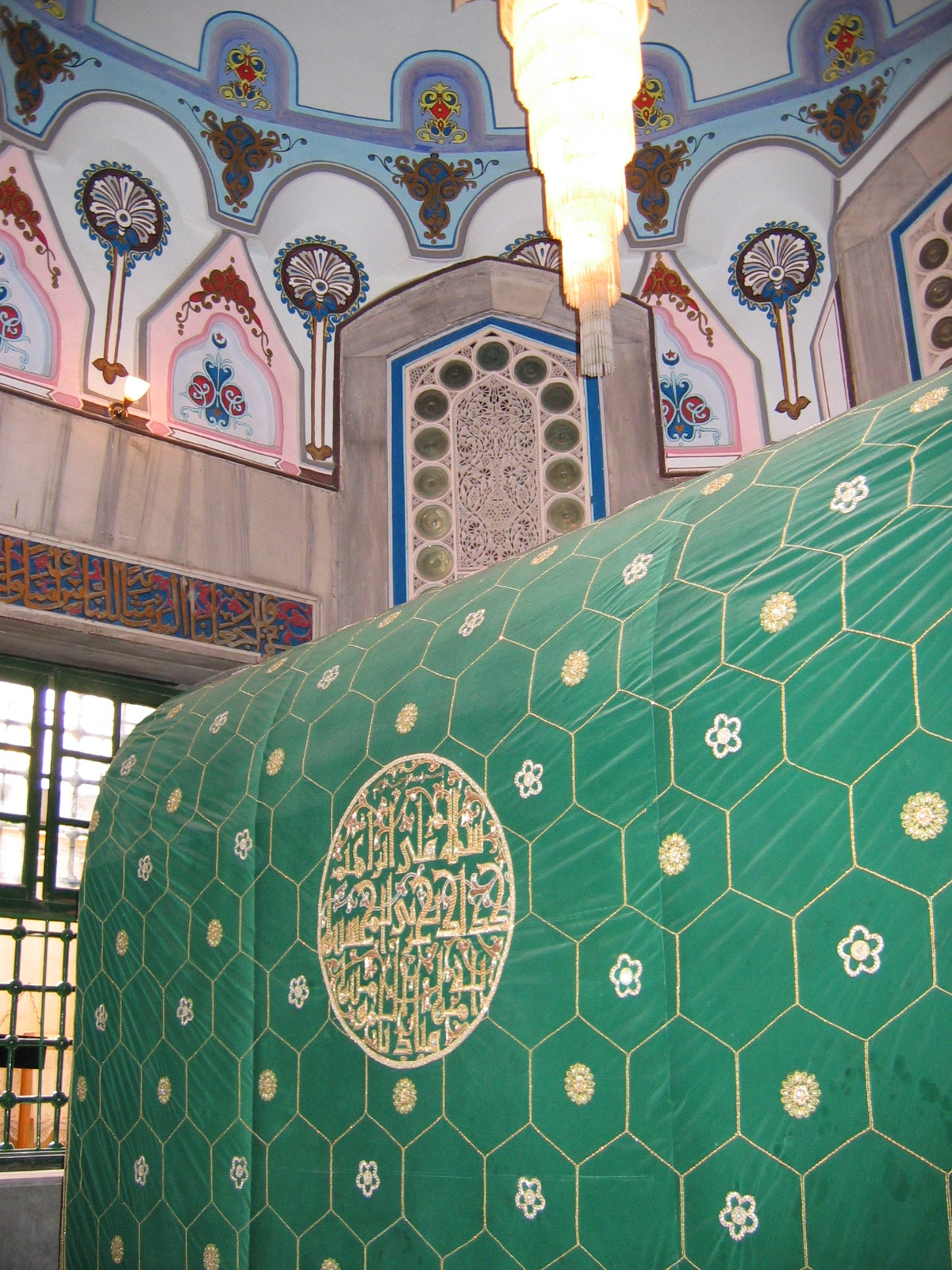
Cénotaphe d’Abraham vu du côté musulman.

### Le monument
Il s’agit essentiellement d’une enceinte de pierres de taille datant d’Hérode le Grand, de forme rectangulaire, mesurant 34 mètres sur 59. Le mur atteint jusqu’à 18 mètres de hauteur, et est épais de 2,65 mètres. L’enceinte est orientée selon un axe nord-ouest/sud-est, et est divisée en deux parties d’inégales grandeurs par un mur :
- une synagogue, lieu de culte juif, occupe les trois cinquièmes du monument dans sa partie nord-ouest ; elle comprend une cour autour de laquelle sont construits des bâtiments ;
- les deux cinquièmes restants dans la partie sud-est constituent la salle de prière de la mosquée musulmane. L'accès à celle-ci est sous contrôle israélien[2],[3].

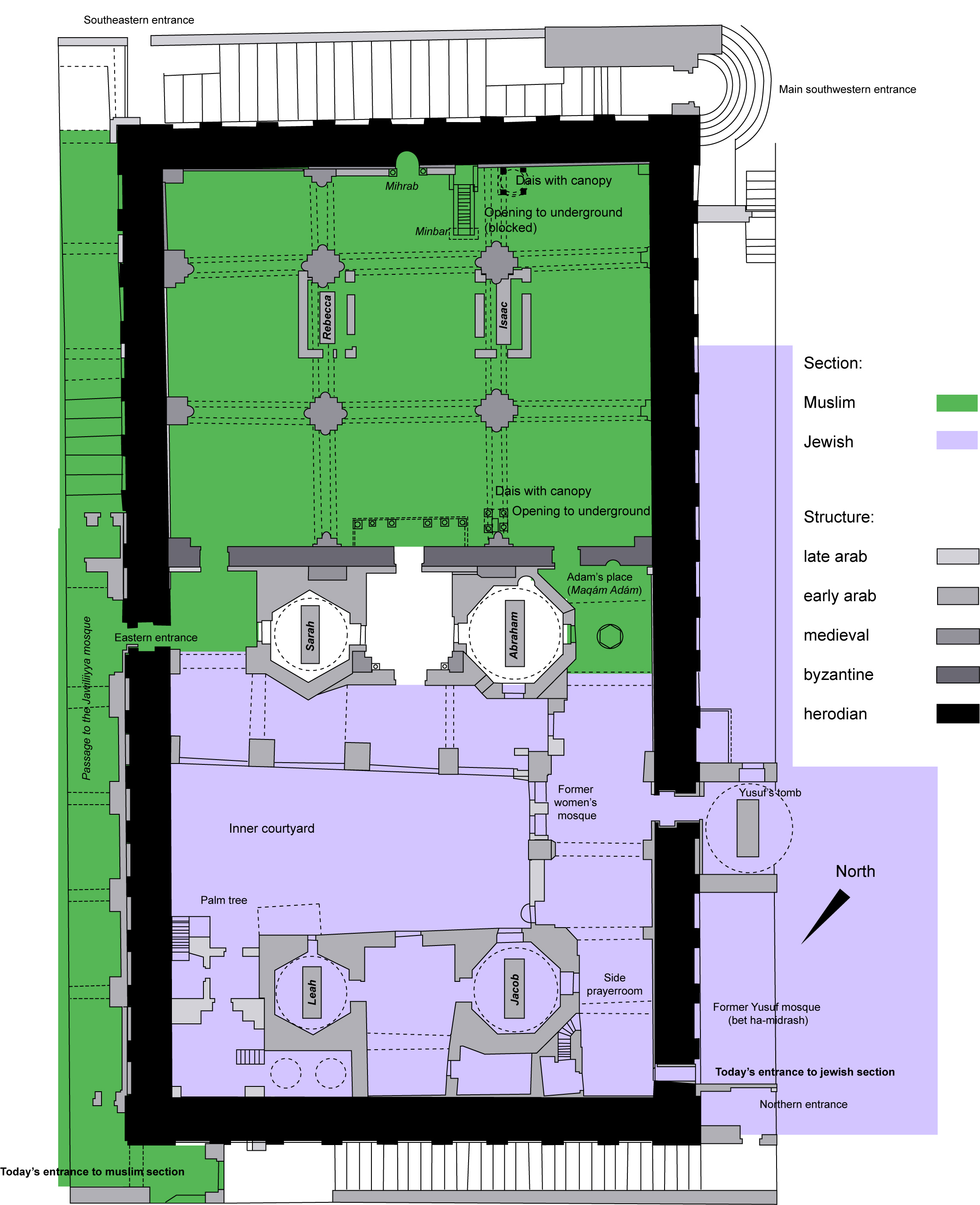
Plan du caveau des Patriarches avec répartition des zones de prière (en vert pour les musulmans et en violet pour les juifs), 2012.

La partie supérieure de ce mur est décorée de piliers engagés, juste en dessous de la corniche qui le couronnait et s’appuyait sur une plinthe en biseau. Cette enceinte n’avait pour fonction que d’enfermer un lieu rocheux, en forme de colline, qui disparaît sous un dallage, légèrement incliné vers l’ouest. Des caniveaux sur les dalles nous indiquent que le lieu était à ciel ouvert, puisqu’il prévoyait l’évacuation des eaux de pluie, pendant la saison hivernale.
Dans la partie nord-ouest, c'est-à-dire dans la synagogue (la plus grande), les bâtiments abritent quatre cénotaphes, chacun situé dans une salle octogonale. Ceux consacrés à Jacob et à Léa se trouvent sur le côté nord-ouest, tandis que ceux d'Abraham et de Sarah se situent sur le côté sud-est ; ces derniers étant accolés à la mosquée, ils sont accessibles à partir des deux sanctuaires, mais ils restent fermés par des grilles en dehors des fêtes religieuses. Les cénotaphes sont reliés par des couloirs.

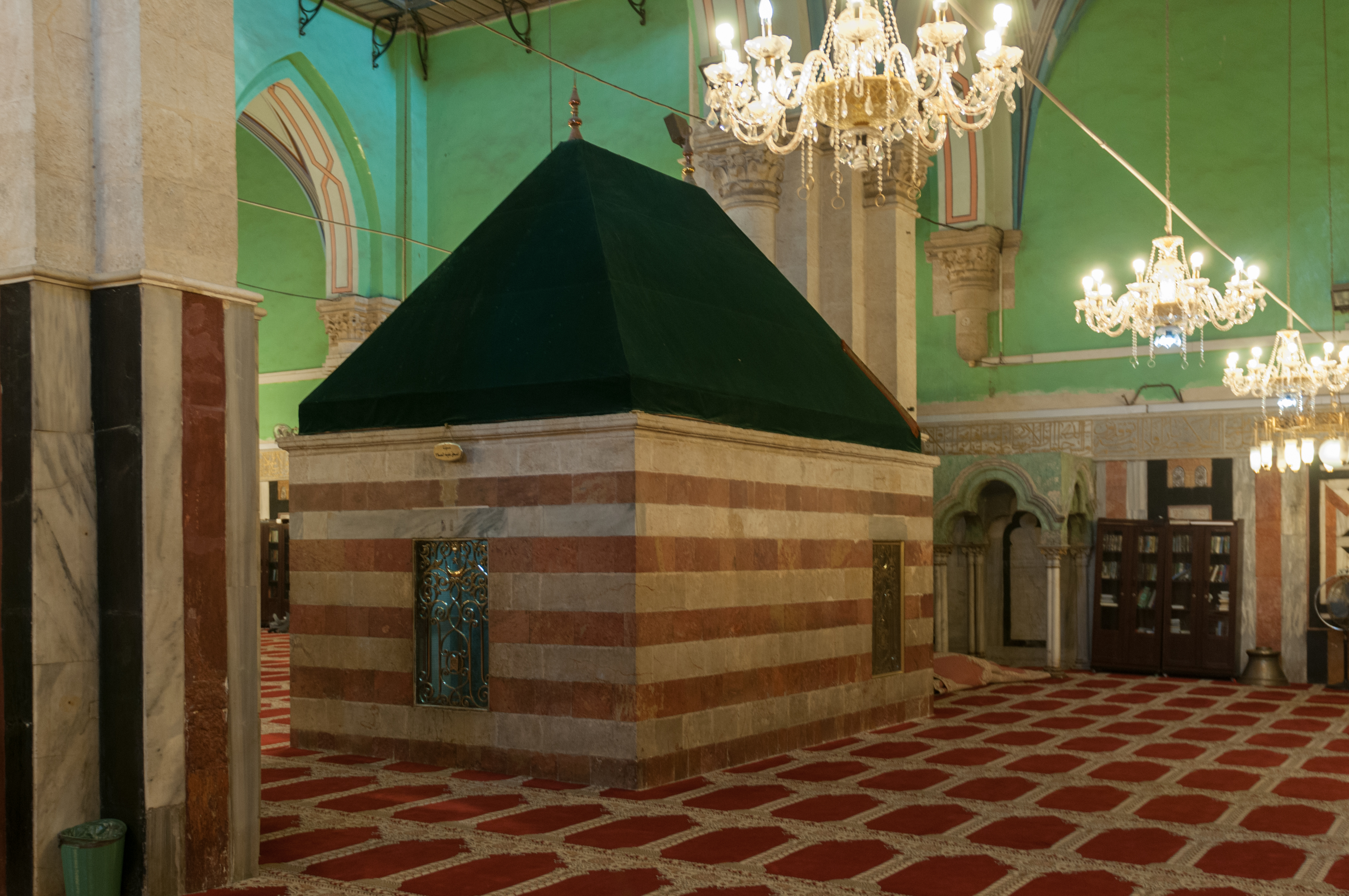
Intérieur d'une des salles (coté musulman) au tombeau des Patriarches, Hébron.

Un troisième corridor s’étend sur toute la longueur de la synagogue, et permet l’accès aux cénotaphes, ainsi qu’à la mosquée, à laquelle on accède par une entrée pratiquée dans cette enceinte sud-ouest.
Au milieu de l'enceinte nord, il existe également une entrée à laquelle on accède par un couloir. On atteint celui-ci grâce à un long escalier qui court le long du mur d'enceinte côté nord-ouest. À proximité du centre de la salle de prière se trouvent deux cénotaphes disposés symétriquement. Ceux-ci sont dédiés à Isaac et à Rebecca.
Les cénotaphes, généralement recouverts par un lourd tissu aux broderies musulmanes, sont des constructions en pierre alternativement rouges et blanches qui forment des rayures horizontales.

### Les grottes

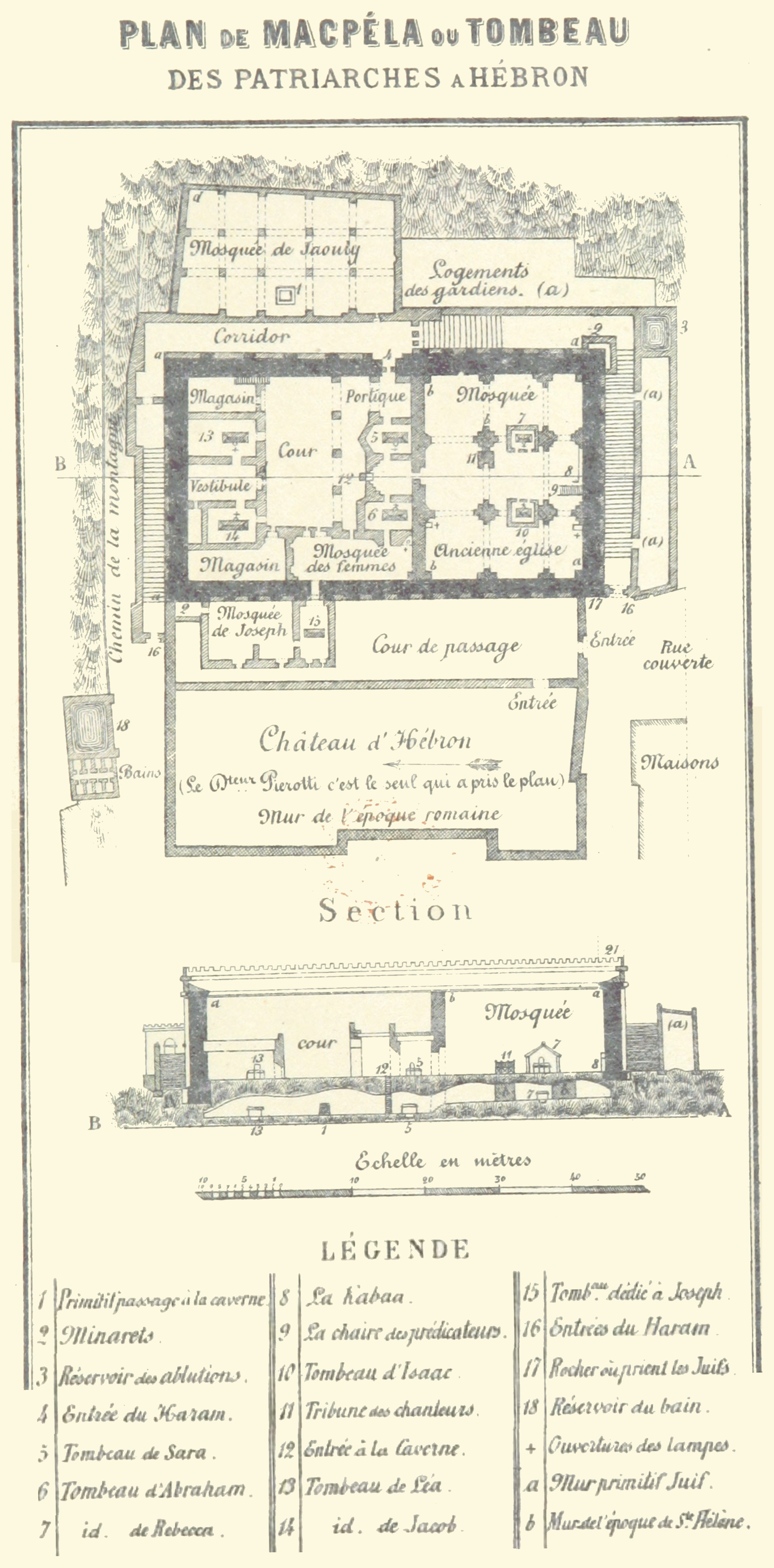
« Plan de Macpela ou tombeau des Patriarches à Hébron » (1881). L'auteur imagine la présence de tombeaux sous les cénotaphes

L’accès aux grottes, situées sous la salle de prière de la mosquée, est clôturé et elles ne sont donc généralement pas accessibles ; le waqf, autorité islamique, a toujours empêché l’accès aux tombes, ne serait-ce que par respect envers les morts (une vieille tradition juive affirme d’ailleurs que celui qui s’y aventurerait serait frappé d’une malédiction mortelle).
Seules deux entrées sont connues. La plus visible se trouve au sud-est près du cénotaphe d’Abraham à l’intérieur de la partie sud-est. Cette entrée forme un petit boyau recouvert par une grille décorative qui elle-même est couverte sous un vaste dôme. L’autre entrée est située au sud-est, près du minbar ; elle est fermée par une grosse pierre, généralement couverte par des tapis de prière, ce qui est très près de l’emplacement de la septième marche de l’escalier situé à l’extérieur de l’enceinte, au-delà de laquelle les Mamelouks interdirent aux juifs d’approcher.
En 1119, des moines augustins du prieuré latin établi à Hébron découvrirent les caveaux situés sous leur église. Un récit assez détaillé de l’événement rapporte qu’on y découvrit deux puits reliés par un couloir bas et étroit. Dans l'un de ces puits, en forme de coupole de cathédrale, de petites entrées donnent accès à des grottes où des jarres d’ossements furent découvertes : il s’agirait là des restes des patriarches dont le souvenir est célébré en ces lieux.
La première visite de ces lieux cachés depuis celle des moines, eut lieu en 1967, peu après la guerre des Six Jours. Le général d’armée et archéologue amateur Moshe Dayan fit descendre une fillette par l’ouverture étroite du puits ; il la munit de lumière, d’instruments de mesure et d’un appareil photographique pour qu’elle puisse ramener une description assez précise des lieux,.

## Statut religieux
Les théologiens du judaïsme, du christianisme et de l’islam sont d’accord sur le fait que le site abrite le tombeau des quatre patriarches et matriarches. Les tombes sont rendues inaccessibles par un cénotaphe qui les recouvre. C’est le deuxième lieu saint du judaïsme (après le mont du Temple à Jérusalem), l’un des lieux saints musulmans (avec la mosquée sacrée à La Mecque, la mosquée du Prophète à Médine, la Mosquée al-Aqsa à Jérusalem), et il tient également une place importante dans le christianisme.

### Judaïsme

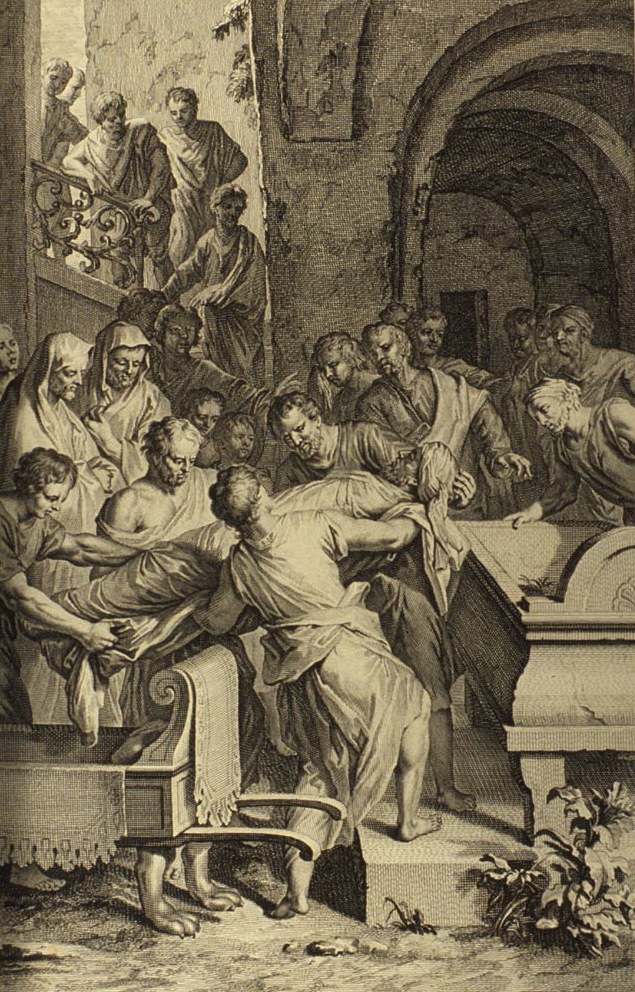
Isaac et Ismaël placent leur père Abraham dans son caveau, tel Gen. 25:9. Illustration G. Hoet (1728).

Le judaïsme considère ce lieu comme le deuxième lieu saint après le mont du Temple. Ce serait la première parcelle de terre du pays de Canaan (terre promise) achetée par Abraham. Selon la tradition juive (TB Erouvin 53a, Pirke de Rabbi Éliézer 20), quatre couples y sont enterrés :
- Adam et Ève ;
- Abraham et Sarah ;
- Isaac et Rebecca ;
- Jacob et Léa (Rachel, la seconde épouse de Jacob, n’est pas inhumée à cet endroit, mais au tombeau de Rachel, à côté de Bethléem).

Selon l'exégèse rabbinique, le nom de « Machpelah » fait référence aux doubles tombes du site. Elle se base sur la racine כפל (kpl) qui signifie « doubler ».
Selon un texte latin datant de la fin du Xe siècle, la communauté juive de Hébron avait fait construire une nouvelle synagogue à côté de la grotte. L'existence de cette synagogue est confirmée par des sources juives, et aurait été érigée durant l'ère fatimide.

### Islam
Le lieu est connu par les musulmans comme la mosquée d'Abraham (« mosquée d’Ibrahim »).
Après la conquête musulmane de la ville de Hébron par Omar au VIIe siècle, le monument qui avait été édifié à l’époque d’Hérode le Grand au Ier siècle fut converti en mosquée. Pendant les croisades au XIIIe siècle, les chrétiens l’ont aussi temporairement transformé en église, avant qu'il ne redevienne une mosquée.

## Histoire

### Pèlerinage commun

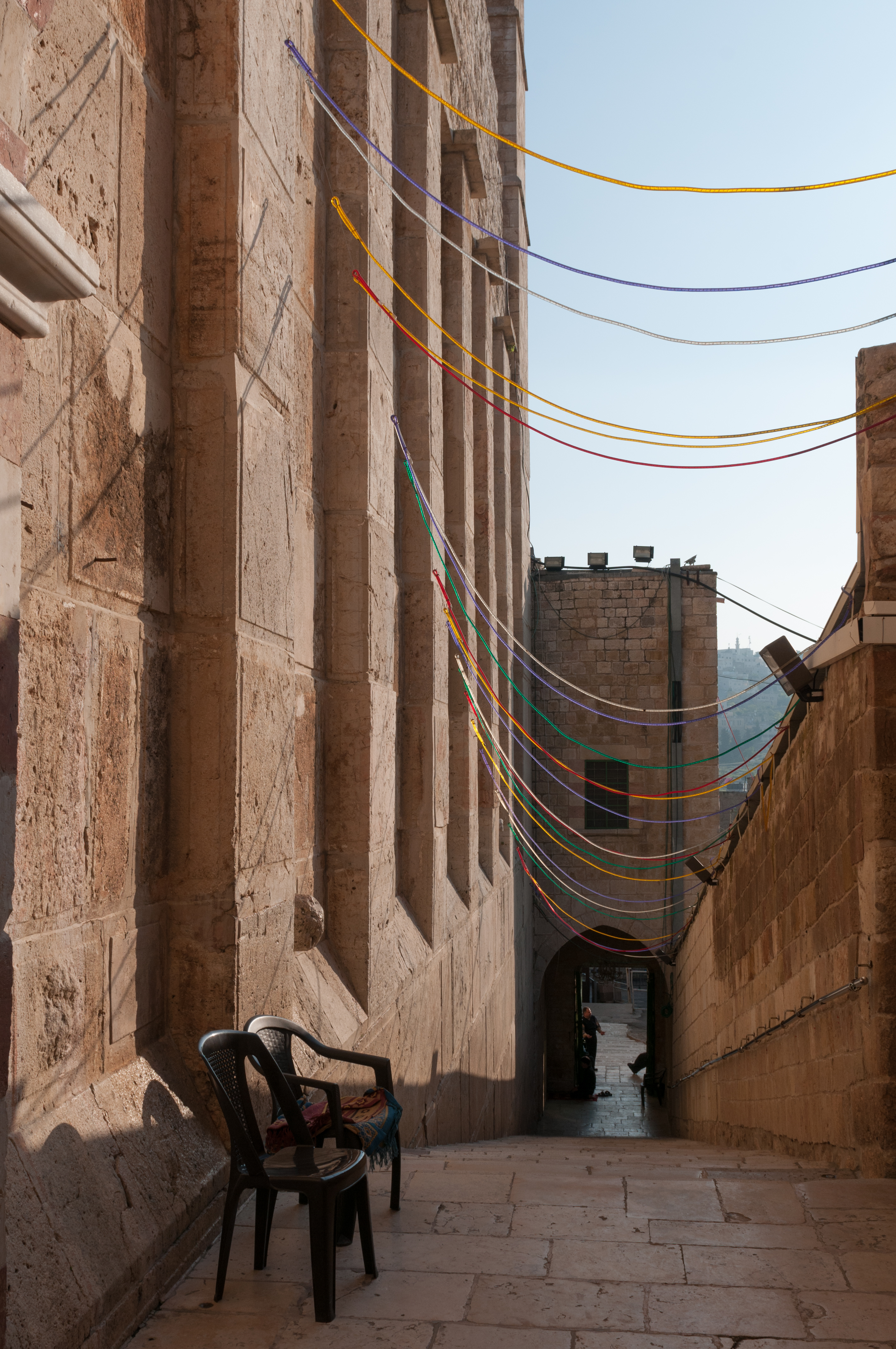
Perron du bâtiment, 2016.

Dans l'Itinerarium Antonini Placentini du VIe siècle, le pèlerin se rend au sanctuaire de Mambré — nom donné dans la Bible au site des tombeaux, à Hébron (Genèse 13, 18) — pour visiter le sanctuaire abritant les sépultures d’Abraham, Isaac, Jacob, Sara et Joseph. Il le décrit comme un lieu de pèlerinage commun aux Juifs et aux chrétiens qui partageaient alors un vocabulaire de pratiques semblables, probablement entre Hanoucca et Noël :

« La basilique a été construite avec quatre portiques, avec un atrium à ciel ouvert au centre. Elle est traversée en son milieu par une grille : les chrétiens entrent d’un côté et les Juifs de l’autre, en faisant beaucoup d’encensements. La déposition de Jacob et de David est célébrée avec beaucoup de dévotion en cette région le lendemain de Noël, de sorte que de toute la région se rassemble une multitude innombrable de Juifs, offrant beaucoup d’encens et de lampes et donnant des cadeaux à ceux qui y assurent le service. »

### Conflits
En 1267, le sultan mamelouk Baybars interdit aux chrétiens et aux Juifs de s’approcher du sanctuaire. Ils n’eurent le droit d’aller que jusqu’à la septième marche de l’escalier extérieur,,, qui reste encore aujourd’hui un lieu de prière privilégié pour les Juifs, où brûlent des bougies.
Lorsque la cité d’Hébron était sous le contrôle de l’Empire ottoman, les Juifs pouvaient prier à l’extérieur mais n’avaient pas le droit d’entrer dans le tombeau.
En août 1929, 67 juifs sont tués par des civils et des policiers arabes lors d'émeutes sanglantes à Hébron ; les magasins et habitations juives sont saccagées. La ville faisait alors partie de la Palestine sous mandat britannique. Ce massacre a des conséquences profondes et durables sur la communauté juive locale et les survivants sont forcés de quitter la ville.
Durant l'occupation jordanienne entre 1948 et 1967, il était interdit aux Juifs de vivre dans la ville et, en dépit des termes de l'armistice, de visiter le sanctuaire et d'y prier. En outre, des preuves de la présence juive à Hébron ont été détruites (quartier juif rasé, cimetière juif profané, parc d'animaux sur la synagogue Avraham Avinu).
Pendant la guerre des Six Jours en 1967, Israël prit le contrôle de la région. Moshe Dayan, ministre de la Défense d’Israël, raconte dans ses mémoires qu'il fit retirer le drapeau israélien que les troupes avaient planté sur le sanctuaire, car il estimait inadéquat un étendard politique sur un lieu sacré.
En 1968, une grenade fut lancée sur des Juifs en prière, faisant 47 blessés et causant des dégâts irréparables au bâtiment[réf. à confirmer].
Dès 1968, des militants affiliés au Rav Zvi Yehouda Kook s’installent à Hébron en prenant le gouvernement travailliste de l’époque par surprise. Bien que ce dernier ait interdit toute installation d'Israéliens dans la zone, il est réticent à les évacuer de force de par l’importance du Parti national religieux dans la coalition gouvernementale et de par la symbolique des lieux liée au massacre qui s’est produit 35 ans plus tôt. Après un an et demi d’agitations et d’attaques sanglantes des Arabes envers les colons, le gouvernement finit par permettre à ces derniers de s’installer dans les faubourgs de la ville et de fonder Kiryat Arba, qui deviendra une des plus importantes colonies de Cisjordanie.

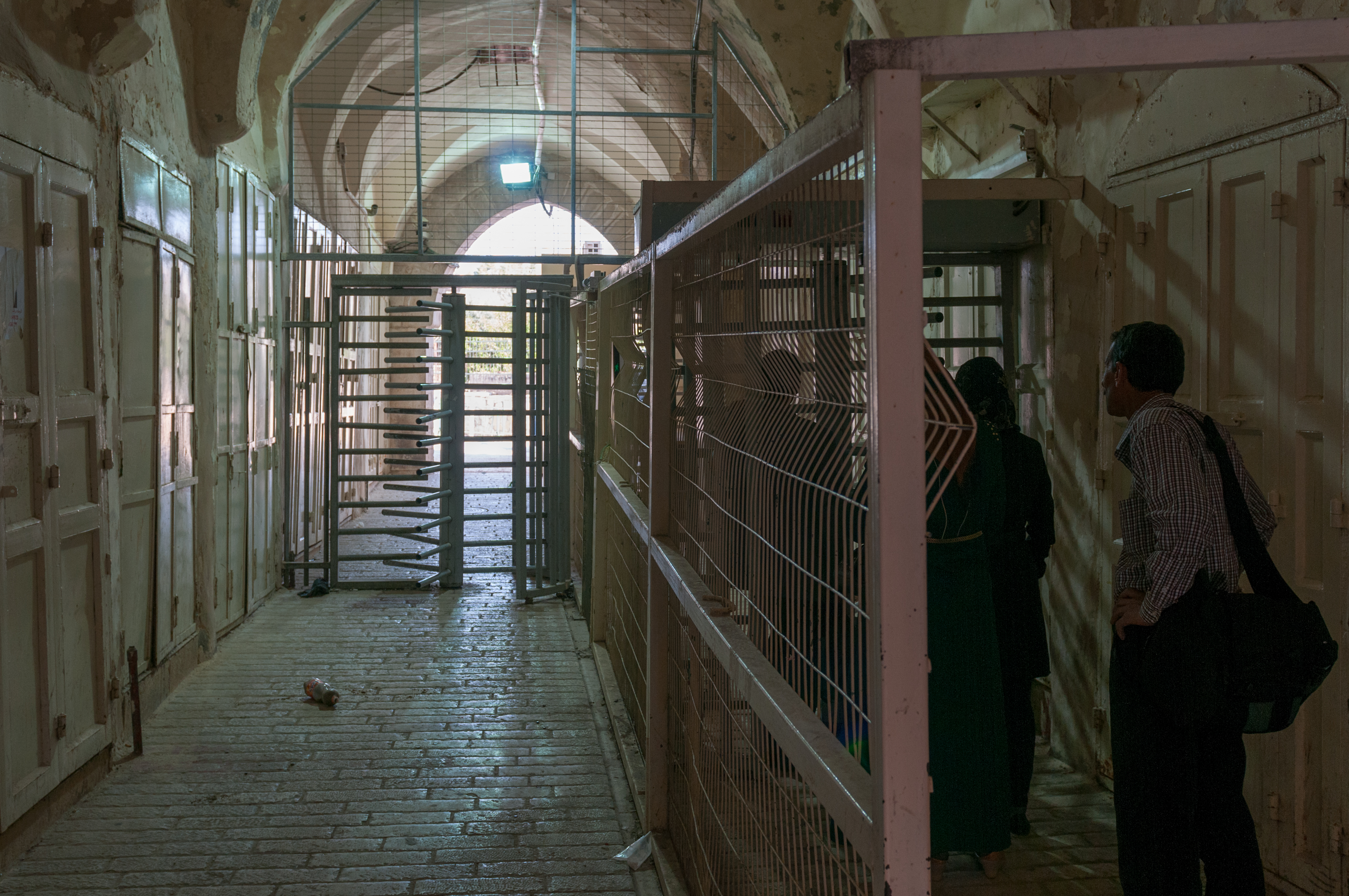
Détecteur d'armes à l'entrée du site, 2016.

En février 1994, Baruch Goldstein, un fondamentaliste juif originaire des États-Unis, tue 29 musulmans, dont des enfants et blessa 125 personnes, qui priaient dans la mosquée. Ce crime déclencha des émeutes, à Hébron et dans tous les territoires occupés, qui firent de nombreuses victimes. Par la suite, avec le protocole d'Hébron, le lieu est passé sous contrôle de l’armée israélienne (zone H2) et il a été partagé (extérieur et intérieur) : une partie est assigné à la prière du rite juif et une autre au rite islamique. Le lieu est accessible dans son entier à chacune des deux religions une semaine par an, pour les deux fêtes religieuses les plus importantes.
En novembre 2002, douze Israéliens, dont neuf soldats accompagnant des fidèles revenant de leur prière au caveau des Patriarches, sont tués dans une embuscade, et une quinzaine de personnes sont blessées,,.
En juillet 2025, Israël  décide de transférer les pouvoirs administratifs relatifs au Tombeau des Patriarches de la municipalité palestinienne vers le conseil religieux juif de Kiryat Arba. Une décision, approuvée par l’Administration civile israélienne, qui a provoqué la ferme condamnation de l'Union parlementaire arabe, estimant que ce projet " constitue une violation flagrante des droits religieux et culturels du peuple palestinien et représente une menace grave pour la sécurité et la stabilité dans la région".

### Classement du site comme «patrimoine mondial en danger» par l'UNESCO

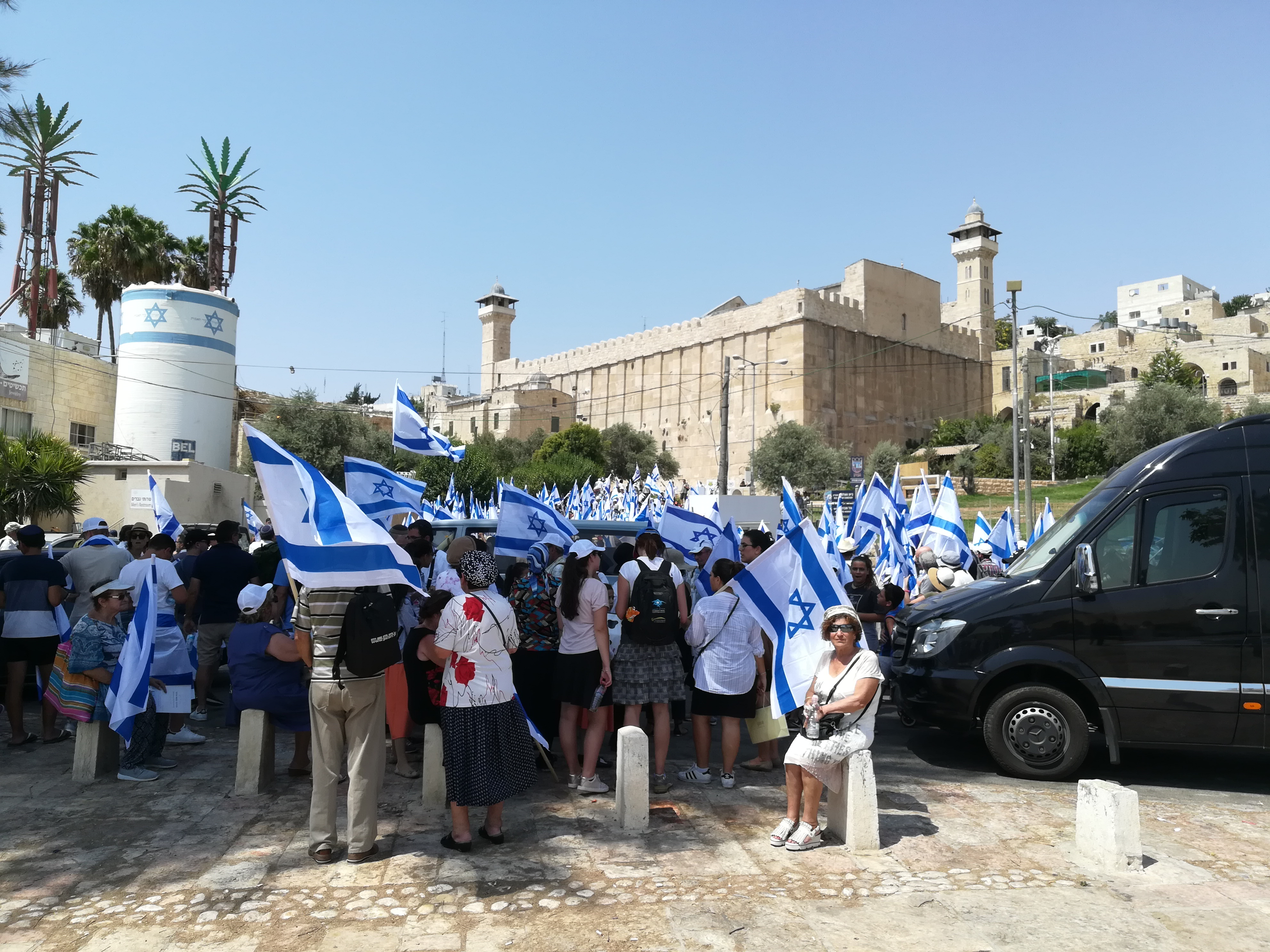
Manifestation de francophones en protestation du classement par l'Unesco, devant le tombeau des Patriarches, août 2017.

La vieille ville d'Hébron et particulièrement son centre d'intérêt, le tombeau des Patriarches, sont inscrits depuis le 7 juillet 2017 sur sa liste du patrimoine mondial par l'Unesco en tant que site palestinien « d'une valeur universelle exceptionnelle en danger ». Lors du vote du Comité de l'Unesco, douze États se sont prononcés pour classer le lieu, six se sont abstenus et trois ont voté contre.
Cette décision a provoqué un tollé en Israël,. Le Premier ministre israélien, Benyamin Netanyahou, a déclaré à ce propos :

« (L’Unesco) a estimé que le tombeau des Patriarches à Hébron est un site palestinien, ce qui veut dire non juif, et que c’est un site en danger. […] Pas un site juif ? Qui est enterré là ? Abraham, Isaac et Jacob, Sarah, Rebecca, et Léa. Nos pères et nos mères (bibliques) […] Et le site est en danger ? Il n’y a que dans les endroits où Israël est présent, comme Hébron, que la liberté de religion est garantie pour tous. »

Pour contrer cette décision, le Premier ministre a annoncé la construction d'un « Musée du patrimoine juif à Hébron », qui sera financé par une réduction « d’un million de dollars du financement israélien destiné à l’ONU ».